# Dodecadodecàedre truncat
En geometria, el dodecadodecàedre truncat és un políedre uniforme no convex indexat com a U59. Té un símbol de Schläfli t0,1,2{5/3,5}. Té 120 vèrtexs i 54 cares: 30 quadrats, 12 decàgons i 12 decagrames. La regió central del políedre està connectada amb l'exterior mitjançant 20 petits forats triangulars.
El terme dodecadodecàedre truncat pots er una mica confús: la truncació del dodecadodecàedre produiria cares rectangulars i no pas quadrades, i les cares en forma de pentagrama del dodecàedre es convertirien en pentagrames truncats i no pas en decagrames. Tanmateix, es tracta de la quasitruncació del dodecadodecàedre, segons Coxeter, Longuet-Higgins & Miller (1954). Per aquesta raó, també se'l coneix com a dodecadodecàedre quasitruncat. Coxeter et al. acrediten el seu descobriment a un article publicat pel matemàtic austríac Johann Pitsch el 1881.

## Coordenades cartesianes
Les cordenades cartesianes dels vèrtexs d'un dodecadodecàedre truncat són totes les tripletes de nombres obtinguts per intercanvis circulars i canvis de signes dels punts següents (on {\displaystyle \varphi ={\frac {1+{\sqrt {5}}}{2}}} és la raó àuria):
{\displaystyle (1,1,3);\quad ({\frac {1}{\varphi }},{\frac {1}{\varphi ^{2}}},2\varphi );\quad (\varphi ,{\frac {2}{\varphi }},\varphi ^{2});\quad (\varphi ^{2},{\frac {1}{\varphi ^{2}}},2);\quad (2\varphi -1,1,2\varphi -1).}
Cadascun d'aquests cinc punts té vuit possibles patrons de signe i tres possibles intercanvis circulars, la qual cosa dona 120 punts diferents.